# Ross Cuthbert (hockey sur glace)
Pour les articles homonymes, voir Cuthbert.
Ross Cuthbert (né le 6 février 1892 à Calgary, mort le 19 janvier 1971 à Paget (Bermudes)) est un joueur britannique de hockey sur glace.

## Biographie
Fils d'un Québécois, membre de la Police montée du Nord-Ouest, et d'une mère originaire de l'État américain du Maine, il grandit en Saskatchewan.
Après sa retraite militaire en 1931, il retourne en Amérique du Nord et épouse Beatrice Kirk, héritière des Chicago Soaps (entreprise vendue à Procter & Gamble en  1927), de vingt ans sa cadette. Ils divorcent quelques années plus tard.
Il se remarie en 1964, à 72 ans, avec la créatrice de mode américaine Jane Derby. Elle meurt six mois plus tard. Cuthbert passe sa retraite aux Bermudes.

## Carrière

### Militaire
Cuthbert est élève du Collège militaire royal du Canada. Quelques semaines après le commencement de la Première Guerre mondiale, il se porte volontaire, arrive au Royaume-Uni en tant que membre du Corps expéditionnaire canadien et se bat en France dans la Royal Field Artillery. Il reçoit la Médaille militaire. Il est transféré au début des années 1920 de la 1st Air Defence Brigade vers la Royal Air Force où il devient colonel, il prend sa retraite en 1931.

### Sportive
On découvre son talent pour le hockey sur glace au Collège militaire royal du Canada. Il commence à jouer pour le Princes Ice Hockey Club, qui représente l'Angleterre au Championnat de la LIHG en 1913.
Après la guerre, il fait partie d'une équipe de soldats canadiens expatriés. Il marque lors du match de sélection de l'équipe de Grande-Bretagne pour les Jeux olympiques. En 1926, il fait partie des London Lions. En 1929, il fait partie de l'équipe des United Services, composée de soldats, qui devient champion d'Angleterre.
Ross Cuthbert fait partie de l'équipe nationale de Grande-Bretagne qui remporte la médaille de bronze aux Jeux olympiques de 1924 à Chamonix,,,. Il prend part au Championnat d'Europe 1926,. Il revient aux Jeux Olympiques en 1928 à Saint-Moritz où il est le capitaine,. Avec la Grande-Bretagne, il marque au total 21 buts.